# Meditacija i Kabala
Meditacija i Kabala su organski povezane. Cjelokupni sadržaj Kabala učenja - da bi zadobio neki smisao - treba postati pounutrašnjen u duši, a to može postati kroz postupak meditacije koji se sastoji u intuiranju smisla sefirota - središnjeg pojma svake Kabale. Možda bi za Kabala meditaciju najbolje pristajala riječ „kontemplacija“ ako se pod tim razumije duhovno, unutarnje razmatranje ili još bolje gledanje, intuiranje. Što bi pak bio predmet kontemplacije u Kabali? Očito će on biti određen konceptualnim okvirom samog učenja Kabale, a on je bitno određen pojmom sefirota – putova emanacije Božjih atributa. Na primjer sefira Hokma znači put emanacije Božjeg atributa mudrosti. Dakle, kontemplacija (ili: meditacija) za sefira Hokma značit će razmatranje mudrosti kao Božjeg atributa.

## Uvodno o Kabali

### Što je Kabala
Put Kabale sastoji se u traženju smisla neke pojave, ali da se pritom ne zastane na razini pojave, nego da se tražitelj uzdigne iznad pojave te da na višim razinama postojanja (u Kabali se govori o četiri svijeta) pronađe bit pojave, kako je ona proizvedena od Boga, te da se ta ista bit razumije kao ono do čega nam je u pojavi najviše stalo. Postupak, ili metoda, Kabale nije pak stvar slučajnog nadahnuća jedne individue, nego je razultat dugog razvoja u radu mnogih tražitelja koji su svoja razmišljanja predavali svojim sljedbenicima; otuda i ime Kabala: predaja i primanje te predaje, od hebrejske riječi kibel = primati.

### Teorija emanacije
Emanacija (lat. emanare = istjecati), u filozofiji označuje proistjecanje nečeg nižeg iz nečeg višeg. Riječ „emanacija“ je bitna za razumijevanje Kabale; ona označuje to da postoji jedan dinamički kontinuum od onog Najvišeg – En Sof, do onog najzemnijeg – to su sva bića u vidljivom svijetu, na pr. ljudsko tijelo. Stvari nisu strogo odvojene, nego se nalaze u dinamičkom tijeku od transcendencije do imanencije. En Sof (ono beskrajno, bezgranično) nije tek praznina, nego je naprotiv, punina Božjih atributa. Tih atributa Bog ima  bezbroj – kako to misli Spinoza u djelu Etika, ali se u Kabali govori samo o deset sefirota i oni su krajnje značajni kako za Božje stvaranje tako i za kabalističku sliku svijeta. U Bibliji, 1. Ljetopisa 29,11 govori se o temeljnim Božjim atributima:
„Tvoji su, o Gospode, veličanstvenost – sefira Gedulla ( ili Hesed), i moć – sefira Gevura, i ljepota – sefira Tiferet, i pobjeda – sefira Necah, i slava (sjaj) – sefira Hod; jer tvoje je sve što je na nebu i na zemlji; tvoje je kraljevstvo – sefira Malkut, o Gospode, i ti si uzvišen nad svime kao poglavar svega (lkol lroš).“ (Prijevod prema www.machon-mamre)
Kada Bog iz sebe otpusti, emanira, spomenute atribute tada nastaju sefiroti (sefira, u jednini). Sefiroti su, dakle, Božji atributi emanirani iz Boga; nakon toga oni postaju samostalni entiteti koji se, u svojoj višeslojnosti, očituju kroz četiri razine postojanja, ili: četiri svijeta. Ujedno su ta četiri svijeta zbiljski postojeća po sloju sefirota koji se u njima očituju. Upravo će tako pojmljena emanacija od Najvišeg do vidljivih bića (uključujući čovjeka) omogućiti čovjeku put povratka k izvoru – Bogu; taj put će ići od uzdizanja tijela i njegove fiziologije, preko duševnih snaga, iskustva duha, preko molitve i predanosti Bogu (kroz proučavanje Tore i vršenje zapovjedi) do mističkog sjedinjenja sa Stvoriteljem neba i zemlje.

### En Sofi svjetovi
Sveukupno postojanje je bezgranična snaga i beskrajni um koji se u Kabali naziva En Sof (en= bez; sof=kraj) koji iz sebe samog izvodi svu snagu i sve likove potrebne za stvaranje svih konkretnih bića. Kada se to beskrajno En Sof razumije kao osoba (neki Tko) i kada mu se pridaju antropomorfne odlike (govor, volja, strasti, …) tada nastaje u ljudskom predočavanju ono što se zove Bog. Iz En Sofa nastaju svjetovi (hebr: olamot) i to redom:
ACILUT - svijet emanacije: na ovoj razini svjetlo En Sof zrači i još uvijek je u jedinstvu sa svojim izvorom.
BERIA -  svijet kreacije: na ovoj razini prvi pojam stvaranja ex nihilo ali bez ikakvog oblika. Ovdje su prisutni i najviše rangirani anđeli (arhanđeli).
JECIRA - svijet formacije: na toj razini bića koja su u procesu stvaranja poprimaju oblik.  
ASIJA - svijet akcije: na ovoj razini stvaranje je dovršeno, međutim još uvijek je na duhovnoj razini. Na kasnijem stupnju javlja se i “fizički Asija” koji podrazumijeva naš fizički svijet sa svim svojim stvorenjima. 
Emanaciju četiri svijeta može se prikazati i odnosom između postojanja nečega (hebr: ješ) i nepostojanja ičega (hebr: ajin), prikazano tablicom:

| Tablica 1 |                              | |
| olamot    | ajin - ješ                   | tvar i oblik |
| En Sof    |                              | |
| Acilut    | Ajin: ništa                  | Još ne stvorena bića, tek izgovorena od Boga;                                                                           |
| Beria     | ješ mi ajin: nešto iz ničega | primordijalna tvar pripadna Beria (neoblikovana supstancija)...                                                         |
| Jecira    | ješ mi ješ: nešto iz nečega  | ...biva oblikovana rodnim likovima Jecira.                                                                              |
| Asija     | dovršenost                   | rodni oblik kojim je oblikovana tvar u Jecira, biva upojedinjena specifičnim dimenzijama i ograničenjima svijeta Asija. |

Primjenom gornjih spoznaja može se prikazati Božje stvaranje čovjeka sljedećim tabličnim prikazom:
| Čovjek           | Olamot                | Bog stvori, oblikova, napravi | tekst u Postanku |
| Adam Kadmon (AK) | ACILUT (blizina Bogu) | AK je slika Boga, po kojoj čovjek stoji u blizini (b'calmenu) Boga, sefirotska struktura koja izražava Božje atribute: Mudrost, Razboritost, Ljubav, Strogi sud, Milosrđe, Slavu, Pobjedu, Biti-izvor-svemu, Kraljevanje. | Post 1,26        |
| Duhovni čovjek   | BERIA (stvaranje)     | Po gornjem rasporedu sefirota („na svoju sliku“) Bog stvori (bara) čovjeka | Post 1,27        |
| Duševni čovjek   | JECIRA (oblikovanje)  | Bog oblikuje (vajjicer) „zemaljski prah“ (ha'adama: glina) prema svojoj slici | Post 2,7         |
| Tjelesni čovjek  | ASIJA (činjenje)      | Napravljen je čovjek koji treba nastaviti djelo Božje. Time je ostvarena nakana Božja da napravi čovjeka: “Učinimo (na'ase) čovjeka na našu sliku;“                                                                       | Post 1,26 a      |

### Razine duše u Kabali
Razine duše bit će u funkciji razine emanacije (kao i u slučaju četiri svijeta): nižim svjetovima pripadat će niži slojevi duše, tako da se mogu uspostaviti korelacije između određenog svijeta i određene duše što je prikazano u sljedećoj tablici:

| Tablica 3      |                                               |             | |
| Razina svijeta | Razina bitka                                  | Razina duše | Razina duše |
| Asija          | vidljivi lik bića                             | nefeš       | animalna duša: duša koja održava tijelo živim; „životna snaga što održava dušu vezanu za tijelo“                                                       |
| Jecira         | čuvstveni vid bića                            | ruah        | emocionalna duša; svijest koja osjeća, i u kojoj se odslikavaju sefiroti.                                                                              |
| Beria          | pojam o biću                                  | nešama      | duša koja misli i formira pojmove = svijest o; misaona duša: ona koja misli o sefirotima, u kojoj se ogleda narav sefirota kao neko unutarnje iskustvo |
| Acilut         | logos bića ili kako je ono izgovoreno od Boga | haja        | duša koja čuje Božji govor i razgovara s Bogom; svijest koja je prožeta naravi same sefira, poistovjećena s njim; očituje se u vjeri i kontemplaciji.  |
| En Sof         |                                               | jehida      | |

### Tri vida Kabale
Kabala se može razmatrati pod tri vida:
1.     Teorijska ili teozofijska koja proučava put Božjeg stvaranja – od Stvoritelja do stvorenih bića;
2.     Meditacijska ili kontemplativna (Kabala ijunit) koja poučava put uzdizanja k Bogu – od konačnih bića k Stvoritelju; ona podrazumijeva praksu meditacije i svih postupaka koji čovjeka uzdižu u više svjetove (Jecira, Beria, Acilut).
3.     Činidbena/magijska (Kabala ma’asit): pokazuje put djelovanja u zajedništvu s Bogom – od Stvoritelja do svijeta činjenja. Napominjemo na jedno mjesto u Bibliji (Post 2,3)u kojemu se čovjek poziva da nastavi djelo Božjeg stvaranja:
U izvorniku stoji: Vajvarek Elohim et-jom hašvii, vajkadeš oto ki bo šavat mikol-melakto ašer-bara Elohim la'asot.
Doslovni prijevod:  I blagoslovi Elohim sedmi dan i posveti ga jer u taj dan počinu od svega djela svoga koje Elohim stvori da se čini. 
Očito je da prevođenje tog teksta ovisi o tome kako shvaćamo Božje stvaranje: Je li Bog stvorio sve jednom zauvijek, konačno dovršio svoje stvaranje te u sedmi dan počinuo, ili je stvaranje neka vrst emanacije Božjih atributa pa je kao takvo podložno daljnjem dovršavanju kroz ljudsko činjenje – a upravo na tu drugu opciju upućuje infintiv la'asot (za činiti) u funkciji namjerne rečenice: da se dalje čini.

## Pojam meditacije
Sama riječ „meditacija“ označuje mnogo toga, na primjer: filozofijska meditacija, meditacija nad smislom života, meditacija o nekom lijepom predmetu, i sl. No, možda bi za Kabala meditaciju bolje pristajala riječ „kontemplacija“ ako se pod tim razumije duhovno, unutarnje razmatranje ili još bolje gledanje, intuiranje. Što bi pak bio predmet kontemplacije u Kabali? Očito će on biti određen konceptualnim okvirom samog učenja Kabale, a on je bitno određen pojmom sefirota – putova emanacije Božjih atributa. Na primjer sefira Hokma znači put emanacije Božjeg atributa mudrosti. Sad, što bi značilo kontemplirati mudrost kao Božji atribut?

## Meditacija u Kabali
Što znači meditirati u Kabali?
Meditacija u Kabali nije nekakav mehanički postupak: ne postoji neka formula, mehanički algoritam po kojem bi se odvijao proces meditacije. No, Kabala inače nije u znaku mehaničkih, rutinskih postupaka. Što je to onda meditacija u Kabali? 
Najčešće se, u Kabala govoru, rabi hebrejska riječ hitbonenut koja označuje duboko intelektualno razmatranje nečeg pripadnog Bogu; hitbonenut  nas dalje vodi u jedno posvećeno gledanje, gotovo zurenje u Boga – histaklut, a to dalje vodi u jedno prianjanje, priljubljivanje uz Boga – devekut. Nadalje, rabi se i riječ “hitbodedut” koja označuje doživljaj Boga u samotnoj izoliranosti od svijeta.
Meditirati znači razmišljati o nekom predmetu, ali za razliku od uobičajenog razmišljanja, ili mišljenja u znanosti i filozofiji, u Kabali to ima neke specifičnosti, koje se pokazuju u navedenim izrazima za “meditaciju”.

## Praksa Kabala meditacije
Potrebno je krenuti od nečeg tu prisutnog, na razini ovog vidljivog fizičkog svijeta (Asija). Ono što je lako dohvatljivo, ako su nam poznati temelji učenja Kabale, to je naziv, ime sefirota, uzmimo za primjer sefira Hokma. Dakle, najprije treba usmjeriti svu pažnju na ime odabrane sefira. Potom treba pustiti da misli kruže oko pojma mudrosti: što je to mudrost, tko su mudri ljudi, što znači biti mudar i ponašati se mudro, i sl. Na kraju treba usmjeriti svu pažnju (ili snagu svijesti) na sam smisao sefira Hokma, a to je najviši smisao mudrosti – mudrost u Boga. Dakle, meditirati nad sefira Hokma znači usmjeriti pažnju na put sefira počam od same riječi „hokma“ do najvišeg smisla koji sadrži ta sefira, a to je Božja mudrost. Meditacija u Kabali, bolje rečeno kontemplacija, bila bi intuiranje smisla sadržanog u svakoj pojedinoj sefira.  
Pod riječju "smisao" razumijemo ono što nas se životno tiče, što nam je životno relevantno, ono što nas ispunjava i čini sretnim, ozbiljenim: na primjer, kada se prisjetimo rodnog sela pa nam se kao u nekom bljesku pojavi slika sela, ali takva da nas čini ispunjenim, kao da smo pronašli nešto što smo dugo tražili i pritom osjećali u sebi prazninu. Pronalaženjem smisla, kao u nekom mentalnom bljesku – intuiciji, mi popunjavamo tu prazninu.  Taj postupak pronalaženja smisla u Kabbali je kontemplacija koju možemo definirati kao intuiranje smisla.  To intuiranje smisla pretpostavlja uzdizanje kroz pojedinu sefira dok se ne dosegne smisao Božjeg atributa koji odgovara dotičnoj sefira. Na primjer za sefira Jesod to znači uzdizati se kroz: osvješćivanje tijela, disanja, preko težnje za sebe-ozbiljivanjem, preko njegovanja vrline istinoljubivosti, do kako reče Platon:  „gledanja najboljim dijelom duše onog najvišeg u bitku“ – Boga kao izvora i temelja svakog života. U Kabali to znači gledati dušom Haja  ono što je najviše u svijetu, a to su Božji atributi očitovani kroz sefirote.
Mogući algoritam izgleda ovako:
- fokusirati svu pažnju na neku sefira;
- zadržati pažnju na predmetu dok se u svijesti ne pojavi smisao;
- održati pažnju na smislu tako dugo dok se svijest ne poistovjeti s tim smislom.

Pritom je predmet fokusiranja određena sefira, što znači kanal emaniranja nekog Božjeg atributa, na primjer Hokma; smisao sefira je narav Božjeg atributa koji emanira u tu sefira – Božja mudrost; poistovjećenje znači potpuno stapanje s Božjim atributom (svijest se suobličuje naravi Božjeg atributa).